# Friedrich Witt
Jeremias Friedrich Witt (ur. 8 listopada 1770 w Niederstetten, zm. 3 stycznia 1836 w Würzburgu) – niemiecki kompozytor i wiolonczelista.

## Życiorys
Urodził się na zamku Haltenbergstetten, gdzie prawdopodobnie otrzymał też edukację muzyczną. W 1789 roku został skrzypkiem na dworze książąt Oettingen-Wallerstein. Od 1802 roku pełnił funkcję kapelmistrza na dworze księcia biskupa w Würzburgu, od 1814 roku prowadził także miejscowy teatr.
Był niezbyt płodnym kompozytorem, w swojej twórczości naśladował styl Rosettiego. Napisał 12 symfonii, w tym symfonię Jenajską, dawniej błędnie uważaną za dzieło Ludwiga van Beethovena. Ponadto skomponował msze, kantaty, utwory na instrumenty dęte, koncerty i symfonie koncertujące, koncert na flet, kwintet na fortepian i smyczki lub instrumenty dęte, septet na kwartet smyczkowy i instrumenty dęte, opery Palma (wyst. Frankfurt nad Menem 1804) i Das Fischerweib (wyst. Würzburg 1806), oratoria Der leidende Heiland i Die Auferstehung Jesu.